# Maximilià II de Baviera
|  | Aquest article tracta sobre el rei de Baviera del segle XIX. Si cerqueu el Príncep Elector de Baviera del segle XVII, vegeu «Maximilià II Manuel de Baviera». |

Maximilià II de Baviera, Maximilian Joseph von Wittelsbach, (Múnic, 28 de novembre de 1811 - 10 de març de 1864) va ser rei de Baviera des de 1848 fins a la seva mort. Era fill de Lluís I de Baviera i de Teresa de Saxònia-Hildburghausen.

## Príncep hereu
Després d'estudiar a Göttingen i Berlín i visitar Alemanya, Itàlia i Grècia, va ser introduït pel seu pare al consell d'Estat bavarès el 1836. Des d'un principi va manifestar disposició per a l'estudi, declarant alguna vegada que si no hagués nascut com príncep hauria estat professor. Des d'aquella època, al Castell de Hohenschwangau, a prop de Füssen, que va fer reconstruir amb excel·lent gust, va crear una íntima societat d'artistes i intel·lectuals que van dedicar el seu temps als estudis històrics i científics.

## Regnat
Quan va abdicar Lluís I (28 de març de 1848), sobtadament el va cridar a succeir al tron, i la seva elecció de ministres prometia un règim liberal.
El progrés de la revolució, però, li va donar un temps. Es va oposar terminantment als plans unionistes del Parlament de Frankfurt, va refusar reconèixer la constitució imperial imposada pel mateix, i va donar suport a Àustria per restablir el govern federal i portar endavant una federalització a Hessen i Holstein. Encara que, des del 1850, el seu govern va tendir cap a l'absolutisme, va evitar ser utilitzat per la reacció clerical, i fins i tot va tenir una forta crítica dels ultramuntans, convidant diverses personalitats de la cultura i la ciència (per exemple, a Geibel, Liebig i Sybel) a Múnic, sense importar les seves opinions religioses. Finalment, el 1859, va ignorar el ministeri de Pfordten i va donar suport als desitjos del seu poble per un govern constitucional moderat.

## Matrimoni i fills

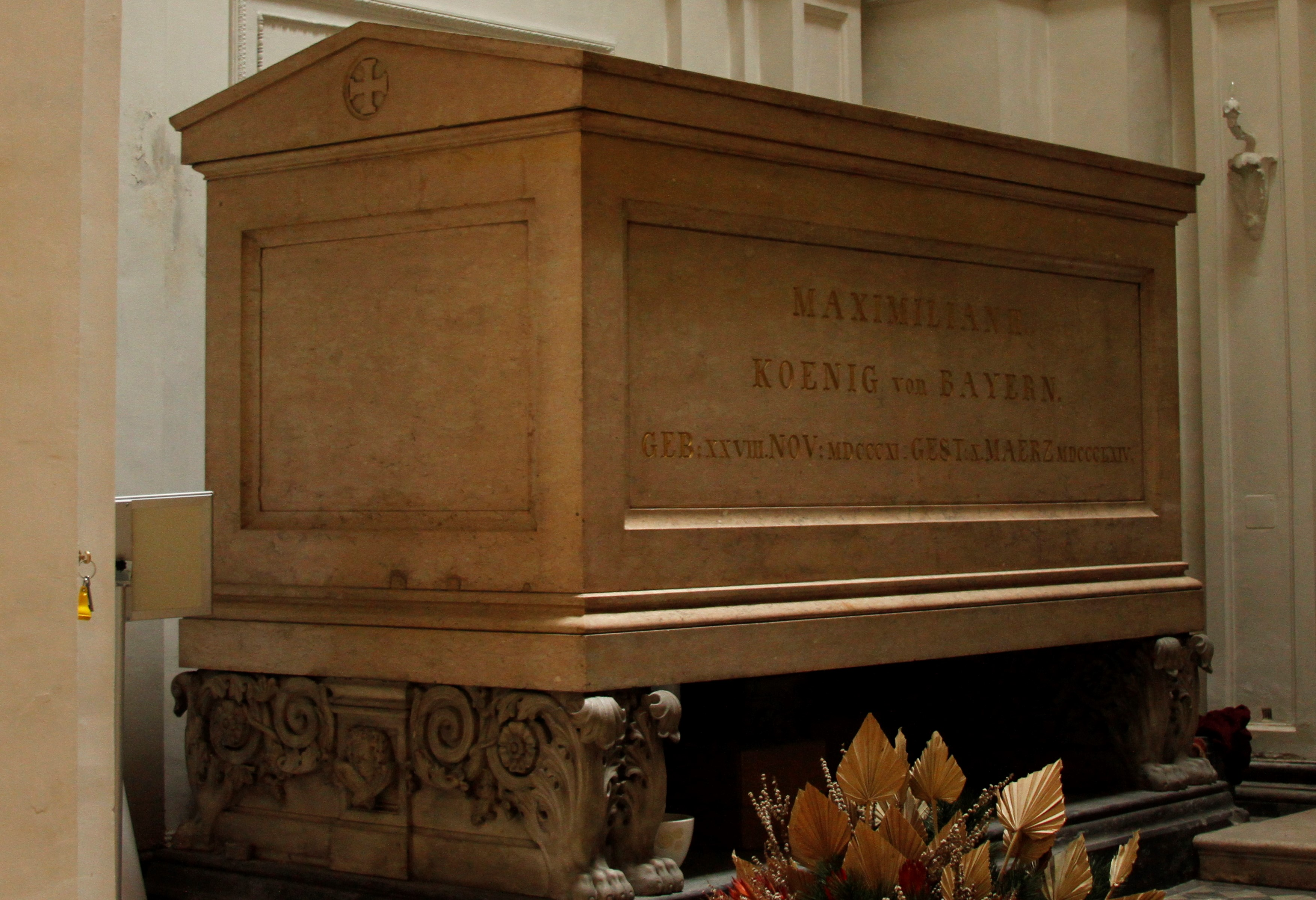
Tomba de Maximilià II a Múnic

El dia 12 d'octubre de 1842 contragué matrimoni amb Maria de Prússia (1825-1889, filla del príncep Guillem de Prússia. La parella tingué els següents fills:
- SM el rei Lluís II de Baviera, nat a Nymphenburg el 1845 i mort el 1886 a les proximitat del llarc Starnberg.
- SM el rei Otó I de Baviera, nat a Múnic el 1848 i mort al Castell de Fürstenried el 1916.